# Barrio Cololó-Timosa
Barrio Cololó-Timosa, teils auch als Barrio Cololó-Tinosa oder Cololó-Tinosa bezeichnet, ist eine Ortschaft in Uruguay.

## Geographie
Barrio Cololó-Timosa befindet sich auf dem Gebiet des Departamento San José in dessen Sektor 6 in der Cuchilla Mangrullo. Ansiedlungen in der Nähe sind im Nordwesten Puntas de Valdéz sowie im Südosten die Stadt Libertad. Unweit östlich verläuft der bei Libertad entspringende Arroyo Valdéz Chico, ein rechtsseitiger Nebenfluss des Arroyo Valdéz.

## Infrastruktur
Durch den Ort führt die Ruta 1, auf die südöstlich bei der Stadt Libertad die Ruta 45 trifft.

## Einwohner
Die Einwohnerzahl von Barrio Cololó-Timosa beträgt 149 (Stand: 2011), davon 75 männliche und 74 weibliche. Für die vorhergehenden Volkszählungen der Jahre 1963, 1975 und 1985 sind beim Instituto Nacional de Estadística de Uruguay keine Daten erfasst worden.
| Jahr | Einwohner |
| ---- | --------- |
| 1963 | -         |
| 1975 | -         |
| 1985 | -         |
| 1996 | 171       |
| 2004 | 186       |
| 2011 | 149       |

Quelle: Instituto Nacional de Estadística de Uruguay